# الیزا پی. ایوانز-هانسل
الیزا پی. ایوانز-هانسل (به انگلیسی: Lizzie P. Evans-Hansell؛ زاده ۲۷ اوت ۱۸۳۶–درگذشته ۲۰ مارس ۱۹۲۲) داستان‌نویس آمریکایی از ماساچوست بود.

## سالهای اولیه و تحصیلات
الیزا لیزی فلپس استبروک در ۲۷ اوت ۱۸۳۶ در آرلینگتون، ماساچوست متولد شد   او کوچکترین دختر کاپیتان اندور و لیدیا آدامز استبروک و نوه شماس جان آدامز بود 

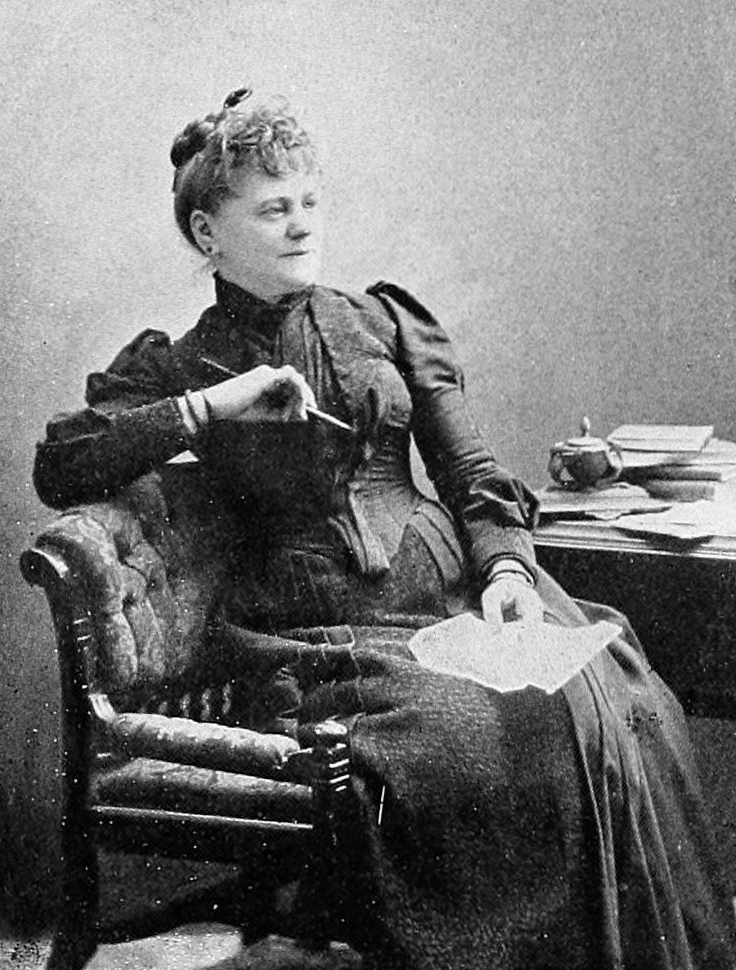
لیزی پی. ایوانز-هاسل

## زندگی شخصی
وی در سامرویل، ماساچوست اقامت داشت و به تحقیقات تاریخی و شجره نامه علاقه داشت.  در ۱۶ اوت ۱۸۹۳، در نیویورک، با جورج هاو هانسل ازدواج کرد.

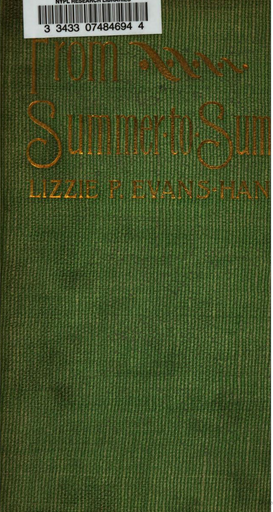